# Thomson-Streuung
Thomson-Streuung (nach Joseph John Thomson) bezeichnet die elastische Streuung von elektromagnetischen Wellen an geladenen Teilchen, die frei oder im Vergleich zur Energie der Welle schwach gebunden sind (im Allgemeinen quasifreie Elektronen). Dieses Modell gilt auch für freie Elektronen im Metall, deren Resonanzfrequenz aufgrund fehlender Rückstellkräfte gegen Null geht.
Geladene Teilchen werden durch das Feld einer elektromagnetischen Welle zu kohärenten harmonischen Schwingungen in der Polarisationsebene des elektrischen Feldes angeregt. Da diese Schwingung eine beschleunigte Bewegung ist, strahlen die Teilchen gleichzeitig Energie in Form einer elektromagnetischen Welle gleicher Frequenz ab (Dipolstrahlung). Man sagt, die Welle wird gestreut.

## Abgrenzung von anderen Streuungen
Thomson-Streuung entsteht, wenn die (Kreis-)Frequenz der einfallenden elektromagnetischen Welle {\displaystyle \omega } viel höher ist als die Eigenfrequenz des Elektrons {\displaystyle \omega _{0}} im Oszillatormodell. Andererseits muss die Energie der Welle {\displaystyle E=\hbar \omega } klein im Verhältnis zur Ruheenergie des Elektrons sein. 
Ist die Frequenz der Welle deutlich kleiner als die Eigenfrequenz, sind die Elektronen also beispielsweise stark gebunden, oder dient das gesamte Atom als schwingender Dipol, tritt Rayleigh-Streuung auf; ist die Energie in der Größenordnung der Ruheenergie des Elektrons oder größer, Compton-Streuung. 

## Wirkungsquerschnitt
Der differentielle, nicht über die Polarisation gemittelte Thomson-Wirkungsquerschnitt lautet
{\displaystyle {\frac {\mathrm {d} \sigma _{\mathrm {T} }}{\mathrm {d} \Omega }}=r_{\mathrm {e} }^{2}(1-\cos ^{2}\phi \sin ^{2}\theta ),}
wobei {\displaystyle \phi } der Winkel zwischen Polarisationsvektor und Streuebene und {\displaystyle \theta } der Streuwinkel ist. Die Größe {\displaystyle r_{\mathrm {e} }} ist der klassische Elektronenradius. Durch andere Naturkonstanten ausgedrückt ist
{\displaystyle r_{\mathrm {e} }={\frac {\alpha \hbar }{m_{\mathrm {e} }c}}}
mit der Feinstrukturkonstante {\displaystyle \alpha }, der reduzierten Planck-Konstante {\displaystyle \hbar }, der Elektronenmasse {\displaystyle m_{\mathrm {e} }} und der Lichtgeschwindigkeit {\displaystyle c}.
Der von der Polarisationsrichtung abhängige Term heißt Polarisationsfaktor. Er ist ein Korrekturterm im Vergleich zur Streuung eines punktförmigen Teilchens an einem Objekt mit Radius {\displaystyle r_{\mathrm {e} }} und führt zu einer Winkelabhängigkeit des Thomson-Streuquerschnitts, sofern das Licht nicht orthogonal zur Streuebene polarisiert ist. Nach einer Mittelung über die Polarisationsrichtungen (bei unpolarisiertem Licht) erhält man
{\displaystyle {\frac {\mathrm {d} \sigma _{\mathrm {T} }}{\mathrm {d} \Omega }}=r_{\mathrm {e} }^{2}{\frac {1+\cos ^{2}\theta }{2}}.}
Der totale Wirkungsquerschnitt ergibt sich aus Integration über den Raumwinkel (dabei spielt keine Rolle, ob vorher über die Polarisation gemittelt wurde) zu
{\displaystyle \sigma _{\mathrm {T} }={\frac {8\pi }{3}}r_{\mathrm {e} }^{2}=6{,}652\,458\,705\,1(62)\cdot 10^{-29}\,\mathrm {m} ^{2}.}

## Anwendung
In der Praxis nutzt man (bei nicht allzu kleinen Dichten) die Thomson-Streuung zur Bestimmung der Elektronendichte (Intensität der Streustrahlung) und der Elektronentemperatur (spektrale Verteilung der Streustrahlung, unter Annahme einer Maxwell-Verteilung der Geschwindigkeit).
Eine Anwendung der Thomson-Streuung sind z. B. Messungen der Dichte im Plasma von Fusionsreaktoren. Dabei werden aus mehreren aktiv gütegeschalteten Nd:YAG-Lasern (Wellenlänge 1064 nm) parallele Lichtstrahlen von unten ins Plasma eingestrahlt. Im rechten Winkel dazu werden über eine Optik die gestreuten Lichtteilchen über Monochromatoren gemessen. Es kommt dabei zu einer Verschiebung um bis zu 700 nm. Durch die relativ geringe Pulsrate der Laser ist die zeitliche Auflösung begrenzt. Es lassen sich aber meist mehrere Laser unmittelbar hintereinander abfeuern. Damit ist in einem kurzen Zeitintervall die Auflösung höher.

## Quantenfeldtheoretische Korrekturen
Die Thomson-Streuung ist der klassische Grenzfall der Compton-Streuung, bei der die Teilcheneigenschaften (Welle-Teilchen-Dualismus) des Photons als Quant des elektromagnetischen Feldes berücksichtigt werden und die Streuung als Streuung zweier Teilchen modelliert wird. Dies führt zu einem Rückstoß, das heißt, es findet ein Impulsübertrag vom Photon auf das Elektron statt und die Energie der auslaufenden Strahlung ändert sich. Im Fall großer Wellenlängen ist dieser Effekt vernachlässigbar. 
Diese halbklassische Darstellung erklärt jedoch nicht den differentiellen Wirkungsquerschnitt. Erst eine vollständige quantenfeldtheoretische Rechnung ergibt den Klein-Nishina-Wirkungsquerschnitt, dessen niederenergetischer Grenzfall der Thomson-Wirkungsquerschnitt ist. Die Korrekturen durch die Effekte der Quantenelektrodynamik erhält man durch Taylorentwicklung der Klein-Nishina-Formel für {\displaystyle \hbar \omega \ll m_{\mathrm {e} }c^{2}}:
{\displaystyle {\frac {\mathrm {d} \sigma (\omega )}{\mathrm {d} \Omega }}={\frac {\mathrm {d} \sigma _{\mathrm {T} }}{\mathrm {d} \Omega }}\left[1-2(1-\cos \theta ){\frac {\hbar \omega }{m_{\mathrm {e} }c^{2}}}+{\frac {4-3\cos ^{2}\theta }{1+\cos ^{2}\theta }}(1-\cos \theta )^{2}\left({\frac {\hbar \omega }{m_{\mathrm {e} }c^{2}}}\right)^{2}+{\mathcal {O}}\left({\frac {\hbar \omega }{m_{\mathrm {e} }c^{2}}}\right)^{3}\right]}
und
{\displaystyle \sigma (\omega )=\sigma _{\mathrm {T} }\left[1-2{\frac {\hbar \omega }{m_{\mathrm {e} }c^{2}}}+{\frac {26}{5}}\left({\frac {\hbar \omega }{m_{\mathrm {e} }c^{2}}}\right)^{2}+{\mathcal {O}}\left({\frac {\hbar \omega }{m_{\mathrm {e} }c^{2}}}\right)^{3}\right].}